# Diospyros leonardii
Diospyros leonardii là một loài thực vật có hoa trong họ Thị. Loài này được (Urb. & Ekman) Alain mô tả khoa học đầu tiên năm 1968.